# Hyperboliskt-paraboliskt tak

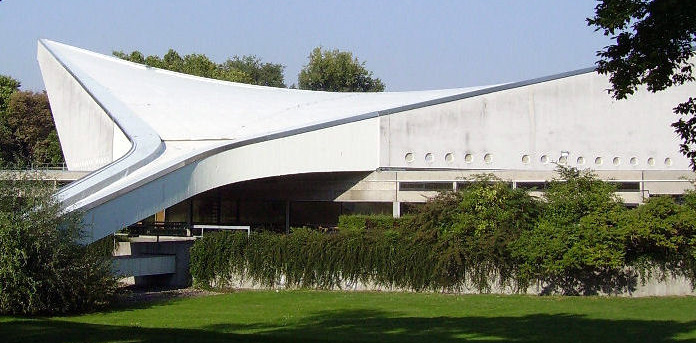
Friesenheim Eberthalle, Ludwigshafen i Tyskland

Hyperboliskt-paraboliskt tak är en speciell typ av dubbelkurvig skalkonstruktion av ett tak i form ev ett kontinuerligt plan, som utvecklas från en parabelbåge i en riktning till en liknande, omvänd parabel i den andra.